# Langevin-Gleichung
Eine Langevin-Gleichung (nach Paul Langevin) ist eine stochastische Differentialgleichung, welche die Dynamik einer Teilmenge der Freiheitsgrade eines physikalischen Systems beschreibt. Dabei handelt es sich typischerweise um „langsame“ (makroskopische) Freiheitsgrade, die „schnellen“ (mikroskopischen) Freiheitsgrade sind verantwortlich für die stochastische Natur der Differentialgleichung.

## Brownsche Bewegung als Prototyp
Die ursprüngliche Langevingleichung beschreibt die Bewegung eines in einer Flüssigkeit schwebenden Teilchens infolge von Zusammenstößen mit Flüssigkeitsmolekülen,
{\displaystyle m{\frac {\mathrm {d} \mathbf {v} \left(t\right)}{\mathrm {d} t}}=-\lambda \mathbf {v} \left(t\right)+{\boldsymbol {\eta }}\left(t\right).}
Die Gleichung wurde aufgrund heuristischer Überlegungen von Paul Langevin aufgestellt. Die langsame Variable ist hier die Geschwindigkeit {\displaystyle \mathbf {v} (t)} des Teilchens, {\displaystyle m} ist die Teilchenmasse, die Konstante {\displaystyle \lambda } ist der Reibungskoeffizient. Die Größe {\displaystyle {\boldsymbol {\eta }}(t)} ist die sogenannte fluktuierende Kraft, in diesem Fall ein Gauß'sches weißes Rauschen mit Korrelationsfunktion
{\displaystyle \left\langle \eta _{i}\left(t\right)\eta _{j}\left(t^{\prime }\right)\right\rangle =2\lambda k_{\text{B}}T\delta _{i,j}\delta \left(t-t^{\prime }\right).}
Hierbei ist {\displaystyle k_{\text{B}}} die Boltzmannkonstante, {\displaystyle T} die Temperatur und {\displaystyle \eta _{i}\left(t\right)} die i-te Komponente des Vektors {\displaystyle {\boldsymbol {\eta }}\left(t\right)}. Die {\displaystyle \delta }-Distribution für die Korrelation in der Zeit bedeutet, dass die Kraft zur Zeit {\displaystyle t} völlig unkorreliert ist mit der Kraft zu einer anderen Zeit. Das ist natürlich eine Näherung. Die tatsächliche fluktuierende Kraft ist zumindest über ein Zeitintervall das der Stoßdauer entspricht korreliert. Jedoch wird die Langevingleichung zur Beschreibung der Bewegung eines „makroskopischen“ Teilchens über viel größere Zeitskalen verwendet, und in diesem Grenzfall ergeben die {\displaystyle \delta }-Korrelation und die Langevingleichung den korrekten stochastischen Prozess.
Eine weitere prototypische Eigenschaft der Langevingleichung ist das Auftreten des Dämpfungskoeffizienten
{\displaystyle \lambda } in der Korrelationsfunktion der fluktuierenden Kraft.
Der technische Terminus dafür ist Einstein-Smoluchowski-Beziehung.

## Mathematische Aspekte
Eine in der Zeit exakt {\displaystyle \delta }-korrelierte fluktuierende Kraft {\displaystyle {\boldsymbol {\eta }}\left(t\right)}
ist keine mathematische Funktion im üblichen Sinn und auch die Ableitung {\displaystyle \mathrm {d} \mathbf {v} /\mathrm {d} t}
ist in diesem Fall nicht definiert. Dieses Problem verschwindet wenn die Langevingleichung in integraler Form
{\displaystyle m\mathbf {v} =\int ^{t}\left(-\lambda \mathbf {v} +{\boldsymbol {\eta }}\left(t\right)\right)\mathrm {d} t}
geschrieben wird, und eine Langevingleichung sollte im einfachsten Fall immer als Abkürzung für ihr Zeitintegral interpretiert werden.
Die mathematische Bezeichnung für Gleichungen dieser Art ist stochastische Differentialgleichung.
Ein anderes mathematisches Problem tritt auf für (ziemlich spezielle) Langevingleichungen mit einer multiplikativen fluktuierenden Kraft, d. h. Termen wie {\displaystyle |{\boldsymbol {v}}(t)|{\boldsymbol {\eta }}(t)} auf der rechten Seite.
Solche Gleichungen können nach Ito- oder Stratonovich-Schema interpretiert werden (nach Itō Kiyoshi, Ruslan Stratonovich), und wenn die Herleitung der Langevingleichung hierzu keine Information liefert, ist die Herleitung sowieso fragwürdig.

## Generische Langevingleichung
Eine generische Langevingleichung lässt sich mit Projektionsoperator-Methoden aus der klassischen Mechanik herleiten.
Diese generische Langevingleichung spielt eine zentrale Rolle in der Theorie der kritischen Dynamik
und in anderen Bereichen der Nicht-Gleichgewichts-Thermodynamik. Die Gleichung für Brownsche Bewegung weiter oben ist ein Spezialfall.
Eine wesentliche Voraussetzung der Herleitung ist ein Kriterium zur Aufteilung der Freiheitsgrade in die Kategorien langsam und schnell. Z. B. wird in einer Flüssigkeit lokales thermisches Gleichgewicht innerhalb weniger Stoßzeiten erreicht. Es dauert dagegen viel länger, bis Dichten von Erhaltungsgrößen wie Masse oder Energie zum Gleichgewichtswert relaxieren. Dichten von Erhaltungsgrößen und insbesondere deren Anteile mit großen Wellenlängen sind also Kandidaten für langsame Variablen. Technisch wird die Unterteilung mit dem Zwanzig-Projektionsoperator
realisiert, dem wesentlichen Werkzeug der Herleitung.
Die Herleitung verwendet wenige (plausible) Annahmen welche in ähnlicher Weise auch anderswo in der statistischen Physik benötigt werden und ist daher nicht streng mathematisch.
Es bezeichne {\displaystyle A=\{A_{i}\}} die langsamen Variablen. Die generische Langevingleichung lautet dann
{\displaystyle {\frac {\mathrm {d} A_{i}}{\mathrm {d} t}}=k_{\text{B}}T\sum \limits _{j}{\left[{A_{i},A_{j}}\right]{\frac {{\mathrm {d} }{\mathcal {H}}}{\mathrm {d} A_{j}}}}-\sum \limits _{j}{\lambda _{i,j}\left(A\right){\frac {\mathrm {d} {\mathcal {H}}}{\mathrm {d} A_{j}}}+}\sum \limits _{j}{\frac {\mathrm {d} {\lambda _{i,j}\left(A\right)}}{\mathrm {d} A_{j}}}+\eta _{i}\left(t\right).}
Die fluktuierende Kraft {\displaystyle \eta _{i}\left(t\right)} gehorcht einer Normalverteilung mit Korrelationsfunktion
{\displaystyle \left\langle \eta _{i}\left(t\right)\eta _{j}\left(t^{\prime }\right)\right\rangle =2\lambda _{i,j}\left(A\right)\delta \left(t-t^{\prime }\right).}
Dies impliziert die Onsagersche Reziprozitätsbeziehungen {\displaystyle \lambda _{i,j}=\lambda _{j,i}} für die Dämpfungskoeffizienten {\displaystyle \lambda }. Die Abhängigkeit {\displaystyle \mathrm {d} \lambda _{i,j}/\mathrm {d} A_{j}} von {\displaystyle \lambda } von {\displaystyle A} ist in den meisten Fällen vernachlässigbar.
Das Symbol {\displaystyle {\mathcal {H}}=-\ln \left(p_{0}\right)} bezeichnet die Hamiltonian des Systems,
{\displaystyle p_{0}\left(A\right)} ist die Gleichgewichts-Wahrscheinlichkeitsverteilung der Variablen {\displaystyle A}.
Die Klammer {\displaystyle [A_{i},A_{j}]} schließlich ist die Projektion der Poissonklammer der langsamen Variablen {\displaystyle A_{i}} und {\displaystyle A_{j}} in den Raum der langsamen Variablen.
Im Fall der Brownschen Bewegung hätte man {\displaystyle {\mathcal {H}}=\mathbf {p} ^{2}/\left(2mk_{\text{B}}T\right)}, {\displaystyle A=\{\mathbf {p} \}} oder {\displaystyle A=\{\mathbf {x} ,\mathbf {p} \}} und {\displaystyle [x_{i},p_{j}]=\delta _{i,j}}. Die Bewegungsgleichung {\displaystyle \mathrm {d} \mathbf {x} /\mathrm {d} t=\mathbf {p} /m} für {\displaystyle \mathbf {x} } ist exakt, es gibt keine fluktuierende Kraft {\displaystyle \eta _{x}} und keinen Dämpfungskoeffizienten {\displaystyle \lambda _{x,p}}.

## Beispiele

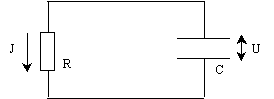
Ein elektrischer Stromkreis mit einem Widerstand und einem Kondensator.

### Widerstandsrauschen
Die Abbildung rechts zeigt einen elektrischen Stromkreis bestehend aus einem Widerstand mit elektrischem Widerstand {\displaystyle R} und einem Kondensator mit Kapazität {\displaystyle C}. Die langsame Variable ist die Spannung {\displaystyle U} am Kondensator oder Widerstand. Die Hamiltonian lautet {\displaystyle {\mathcal {H}}=E/(k_{\text{B}}T)=CU^{2}/(2k_{B}T)}, und die Langevingleichung wird
{\displaystyle {\frac {\mathrm {d} U}{\mathrm {d} t}}=-{\frac {U}{RC}}+\eta \left(t\right),\;\;\left\langle \eta \left(t\right)\eta \left(t^{\prime }\right)\right\rangle ={\frac {2k_{\text{B}}T}{RC^{2}}}\delta \left(t-t^{\prime }\right).}
Die daraus folgende Korrelationsfunktion
{\displaystyle \left\langle U\left(t\right)U\left(t^{\prime }\right)\right\rangle =\left(k_{\text{B}}T/C\right)\exp \left(-\left\vert t-t^{\prime }\right\vert /RC\right)\approx 2Rk_{\text{B}}T\delta \left(t-t^{\prime }\right),}
wird zu einem weißen Rauschen (Nyquist-Rauschen, Johnson-Rauschen) wenn die Kapazität klein wird.

### Überdämpfte Brownsche Bewegung
Ein Grenzfall der klassischen Langevingleichung ist der Fall starker Reibung (oder kleiner Masse {\displaystyle m}). In diesem Fall ist der Trägheitsterm {\displaystyle m\mathrm {d} \mathbf {v} /\mathrm {d} t} vernachlässigbar und man spricht von Überdämpfung. Die Langevingleichung erhält die Form
{\displaystyle \lambda {\frac {\mathrm {d} \mathbf {x} }{\mathrm {d} t}}={\boldsymbol {\eta }}\left(t\right).}
Integration und Mittelung des Quadrats über die fluktuierende Kraft liefert {\displaystyle \left\langle \mathbf {x} (t)^{2}\right\rangle =2k_{\text{B}}TDt/\lambda ,} wo {\displaystyle D} die Raumdimension ist. Mit Hilfe dieser Gleichung kann bei bekanntem Reibungskoeffizienten aus experimentell gemessener Diffusion die Boltzmannkonstante {\displaystyle k_{\text{B}}} bestimmt werden. Die nicht überdämpfte Langevingleichung liefert übrigens dasselbe Diffusionsgesetz.

### Mikrodrehwaage (harmonischer Oszillator)
Hierbei handelt es sich um einen an einem Quarzfaden hängenden Spiegel. Ein am Spiegel reflektierter Lichtstrahl ermöglicht genaue Messungen. Die langsamen Variablen sind Drehimpuls {\displaystyle j} und Auslenkungswinkel {\displaystyle \phi } mit Hamiltonian
{\displaystyle {\mathcal {H}}={\frac {1}{k_{\text{B}}T}}\left({\frac {j^{2}}{2N}}+{\frac {w\phi ^{2}}{2}}\right).}
Die Dämpfungskonstante ist über den Luftdruck adjustierbar. Mit Hilfe der entsprechenden Langevingleichung und Experimenten erhält man einen genauen Wert für die Boltzmannkonstante. Umgekehrt beschreibt die Langevingleichung, wie thermische Fluktuationen der Empfindlichkeit von Zeigerinstrumenten eine Grenze setzen.

### Kritische Dynamik
Der Ordnungsparameter eines kontinuierlichen Phasenübergangs ändert sich in der Nähe des kritischen Punktes nur mehr langsam und seine Dynamik ist mit einer i. A. nichtlinearen Langevingleichung beschreibbar.
Der einfachste Fall ist die Universalitätsklasse „Modell A“ mit einem nicht erhaltenen skalaren Ordnungsparameter {\displaystyle \varphi }, realisiert z. B. in einem axialen Ferromagneten. Die Langevingleichung lautet
{\displaystyle {\begin{aligned}{\frac {\partial \varphi \left(\mathbf {x} ,t\right)}{\partial t}}&=-\lambda {\frac {\delta {\mathcal {H}}}{\delta \varphi }}+\eta \left(\mathbf {x} ,t\right),\\{\mathcal {H}}&=\int \mathrm {d} ^{d}x\left\{{\frac {1}{2}}\varphi \left[r_{0}-\nabla ^{2}\right]\varphi +u\varphi ^{4}\right\},\\\left\langle \eta \left(\mathbf {x} ,t\right)\eta \left(\mathbf {x} ',t'\right)\right\rangle &=2\lambda \delta \left(\mathbf {x} -\mathbf {x} '\right)\delta \left(t-t'\right).\end{aligned}}}
Andere Universalitätsklassen (die Nomenklatur ist „Modell A“, …, „Modell J“) haben einen diffundierenden Ordnungsparameter, Ordnungsparameter mit mehreren Komponenten, zusätzliche andere langsame Variable und meistens auch Beiträge von Poissonklammern.

### Anderson-Lokalisierung in einer Dimension
Langevingleichungen treten manchmal in unerwartetem anderem Zusammenhang auf. Ein Beispiel ist die Anderson-Lokalisierung. Die zeitunabhängige Schrödingergleichung für ein Teilchen der Masse {\displaystyle m} in einem Potential {\displaystyle V} in einer Dimension lässt sich schreiben
{\displaystyle \psi ''/\psi =\left(2m/\hbar ^{2}\right)\left(V-E\right).}
Hierbei ist {\displaystyle \psi } die Wellenfunktion, {\displaystyle \hbar } das Wirkungsquantum und {\displaystyle E} ein Energie-Eigenwert. Mit {\displaystyle f=\psi '/\psi } wird die Schrödingergleichung zu
{\displaystyle f'=-f^{2}+\left(2m/\hbar ^{2}\right)\left(V-E\right).}
Wenn nun das Potential von zufällig verteilten Verunreinigungen herrührt, so dass es mit einem Gaußschen weißen Rauschen mit {\displaystyle \left\langle V\left(x\right)\right\rangle =0} und {\displaystyle \left\langle V\left(x\right)\left\langle V\left(x'\right)\right\rangle \right\rangle =\delta \left(x-x'\right)} beschreibbar ist, dann ist die Gleichung für {\displaystyle f} eine Langevingleichung, wobei die Koordinate {\displaystyle x} die Rolle der Zeit spielt.

## Äquivalente Techniken
In der Regel ist eine Lösung einer Langevingleichung zu einer bestimmten Realisierung der fluktuierenden Kraft uninteressant. Stattdessen interessiert man sich für Korrelationsfunktionen der langsamen Variablen nach Mittelung über die fluktuierende Kraft. Solche Mittelwerte lassen sich auch auf anderem Weg erhalten.

### Fokker-Planck-Gleichung
Eine Fokker-Planck-Gleichung ist eine deterministische Gleichung für die zeitabhängige Wahrscheinlichkeitsverteilung {\displaystyle P\left(A,t\right)} der langsamen Variablen {\displaystyle A}. Die der generischen Langevingleichung weiter oben entsprechende Fokker-Planck-Gleichung lässt sich mit Standard-Techniken erhalten (z. B. Ref.),
{\displaystyle {\frac {\partial P\left(A,t\right)}{\partial t}}=\sum _{i,j}{\frac {\partial }{\partial A_{i}}}\left(-k_{\text{B}}T\left[A_{i},A_{j}\right]{\frac {\partial {\mathcal {H}}}{\partial A_{j}}}+\lambda _{i,j}{\frac {\partial {\mathcal {H}}}{\partial A_{j}}}+\lambda _{i,j}{\frac {\partial }{\partial A_{j}}}\right)P\left(A,t\right).}
Die Gleichgewichtsverteilung {\displaystyle P(A,t)=p_{0}(A)={\text{const}}\times \exp(-{\mathcal {H}})} ist eine stationäre Lösung.

### Pfadintegral
Ein zu einer Langevingleichung äquivalentes Pfadintegral kann man aus der entsprechenden Fokker-Planck-Gleichung oder direkt aus der Langevingleichung
erhalten. Das der generischen Langevingleichung entsprechende Pfadintegral ist
{\displaystyle \int P(A,{\tilde {A}})\,\mathrm {d} A\,\mathrm {d} {\tilde {A}}=N\int \exp \left(S(A,{\tilde {A}})\right)\mathrm {d} A\,\mathrm {d} {\tilde {A}},}
wo {\displaystyle N} ein Normierungsfaktor ist und
{\displaystyle S(A,{\tilde {A}})=\int \sum _{i,j}\left\{{\tilde {A}}_{i}\lambda _{i,j}{\tilde {A}}_{j}-{\widetilde {A}}_{i}\left\{\delta _{i,j}{\frac {\mathrm {d} A_{j}}{\mathrm {d} t}}-k_{\text{B}}T\left[A_{i},A_{j}\right]{\frac {\mathrm {d} {\mathcal {H}}}{\mathrm {d} A_{j}}}+\lambda _{i,j}{\frac {\mathrm {d} {\mathcal {H}}}{\mathrm {d} A_{j}}}-{\frac {\mathrm {d} \lambda _{i,j}}{\mathrm {d} A_{j}}}\right\}\right\}\mathrm {d} t.}
Die Hilfsvariablen {\displaystyle {\tilde {A}}} heißen Antwort-Variablen. Die Pfadintegraldarstellung vereinfacht die Anwendung von Techniken der Quantenfeldtheorie, wie etwa der Störungsrechnung und der Renormierungsgruppe.

## Simulationen
Simulationen der Langevin-Gleichung sind eine Art von Monte-Carlo-Simulation